# Zodion anale
Zodion anale är en tvåvingeart som beskrevs av Krober 1915. Zodion anale ingår i släktet Zodion och familjen stekelflugor. Inga underarter finns listade i Catalogue of Life.